# Мура (комуна)
Комуна Мура (швед. Mora kommun) — адміністративно-територіальна одиниця місцевого самоврядування, що розташована в лені Даларна у центральній Швеції.
Мура 30-а за величиною території комуна Швеції. Адміністративний центр комуни — місто Мура.

## Населення
Населення становить 20 093 чоловік (станом на вересень 2012 року). 
| Кількість населення комуни Мура за 1970-2010 роки | Кількість населення комуни Мура за 1970-2010 роки | Кількість населення комуни Мура за 1970-2010 роки | Кількість населення комуни Мура за 1970-2010 роки | Кількість населення комуни Мура за 1970-2010 роки |
| ------------------------------------------------- | ------------------------------------------------- | ------------------------------------------------- | ------------------------------------------------- | ------------------------------------------------- |
| Рік                                               |                                                   |                                                   | Населення                                         |                                                   |
| 1970                                              | 1970                                              |                                                   | 17 095                                            | 17 095                                            |
| 1975                                              | 1975                                              |                                                   | 17 927                                            | 17 927                                            |
| 1980                                              | 1980                                              |                                                   | 19 376                                            | 19 376                                            |
| 1985                                              | 1985                                              |                                                   | 19 892                                            | 19 892                                            |
| 1990                                              | 1990                                              |                                                   | 20 549                                            | 20 549                                            |
| 1995                                              | 1995                                              |                                                   | 20 930                                            | 20 930                                            |
| 2000                                              | 2000                                              |                                                   | 20 132                                            | 20 132                                            |
| 2005                                              | 2005                                              |                                                   | 20 212                                            | 20 212                                            |
| 2010                                              | 2010                                              |                                                   | 20 153                                            | 20 153                                            |
| Джерело: SCB                                      |                                                   |                                                   |                                                   |                                                   |

## Населені пункти
Комуні підпорядковано 12 міських поселень (tätort) та низка сільських, більші з яких:
- Мура (Mora)
- Фернес (Färnäs)
- Соллерен (Sollerön)
- Вомгус (Våmhus)
- Нуснес (Nusnäs)
- Селья (Selja)
- Естнур (Östnor)

## Галерея

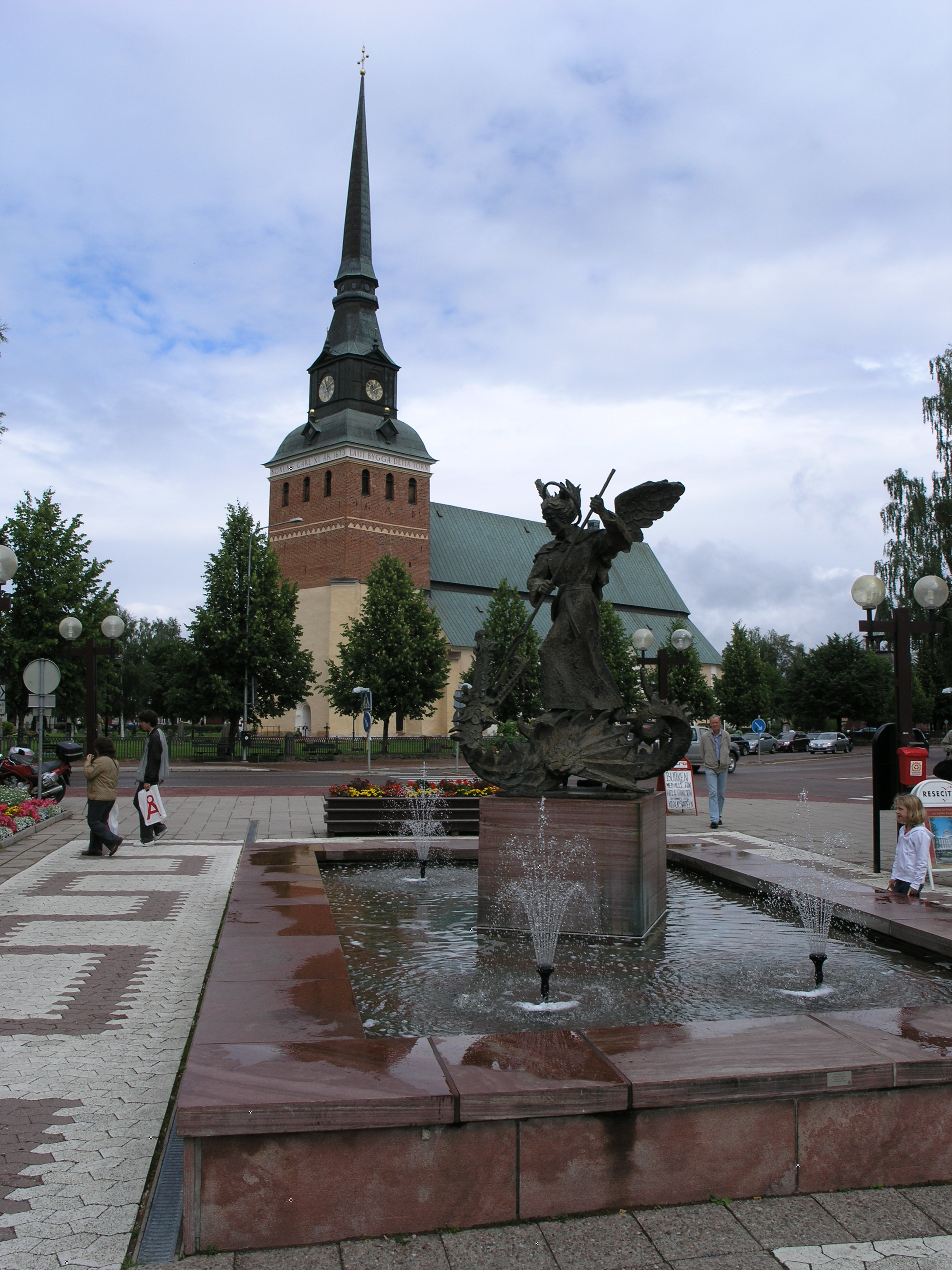
Місто Мура
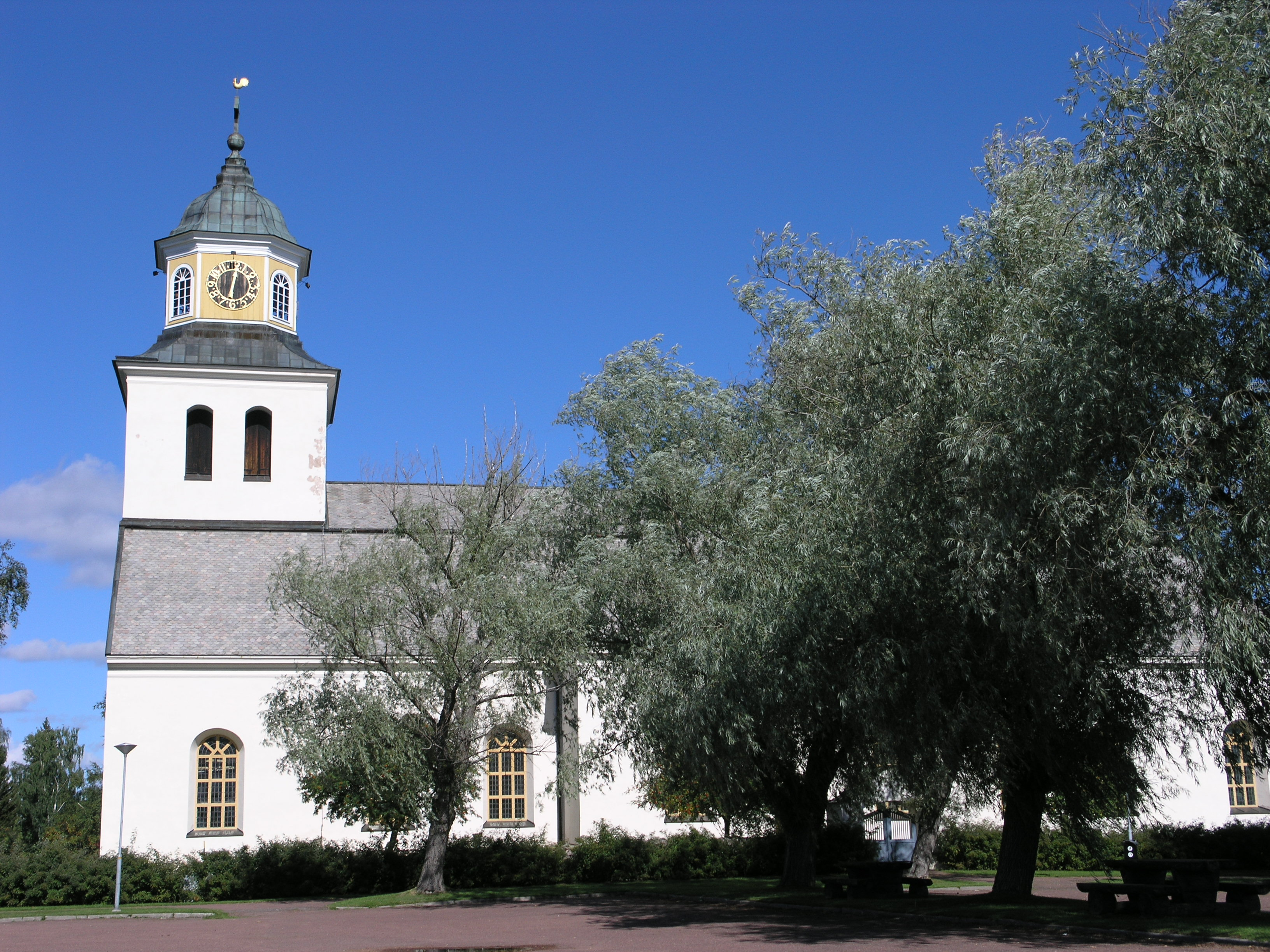
Церква (Соллерен)
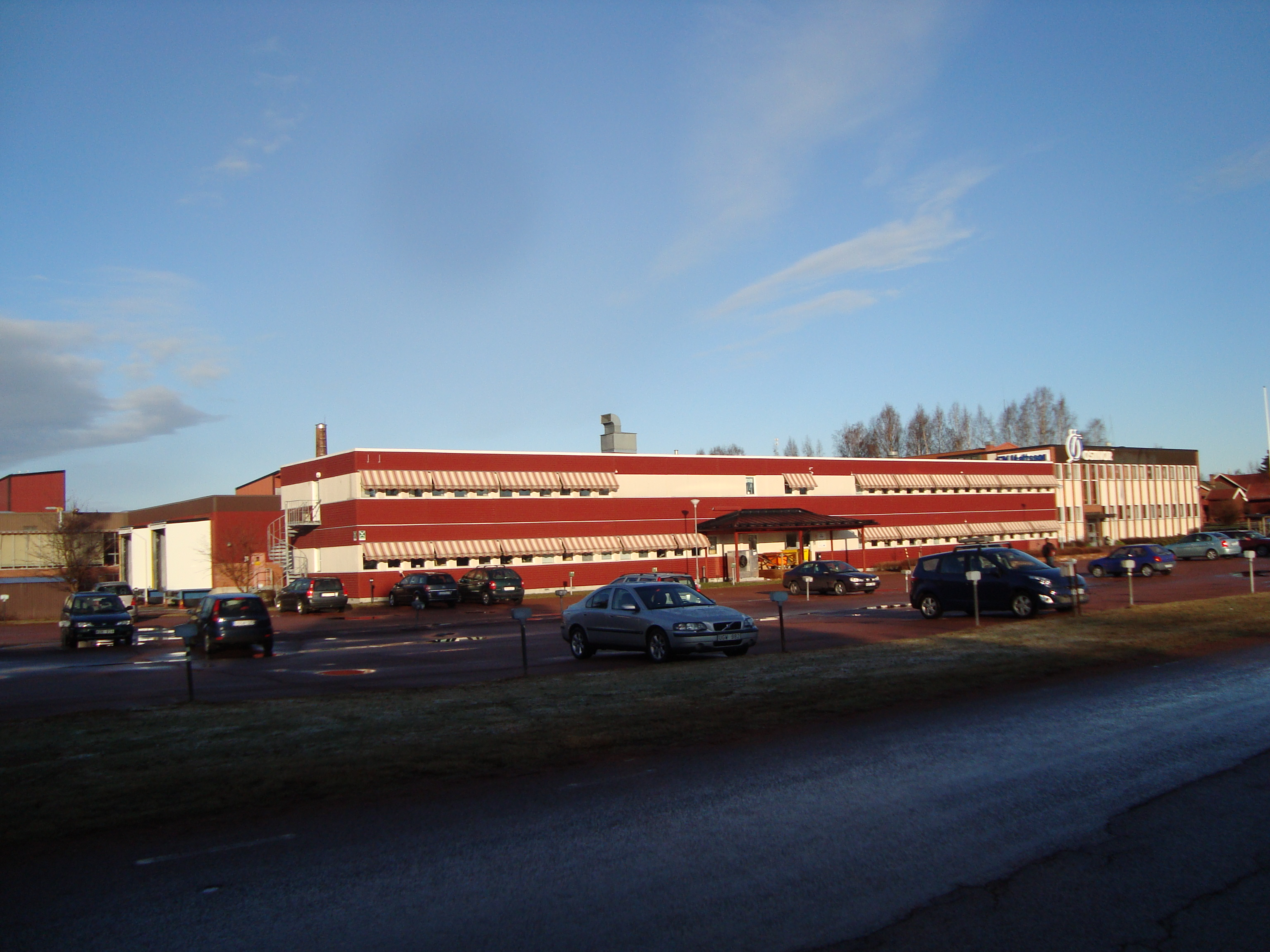
Містечко Естнур
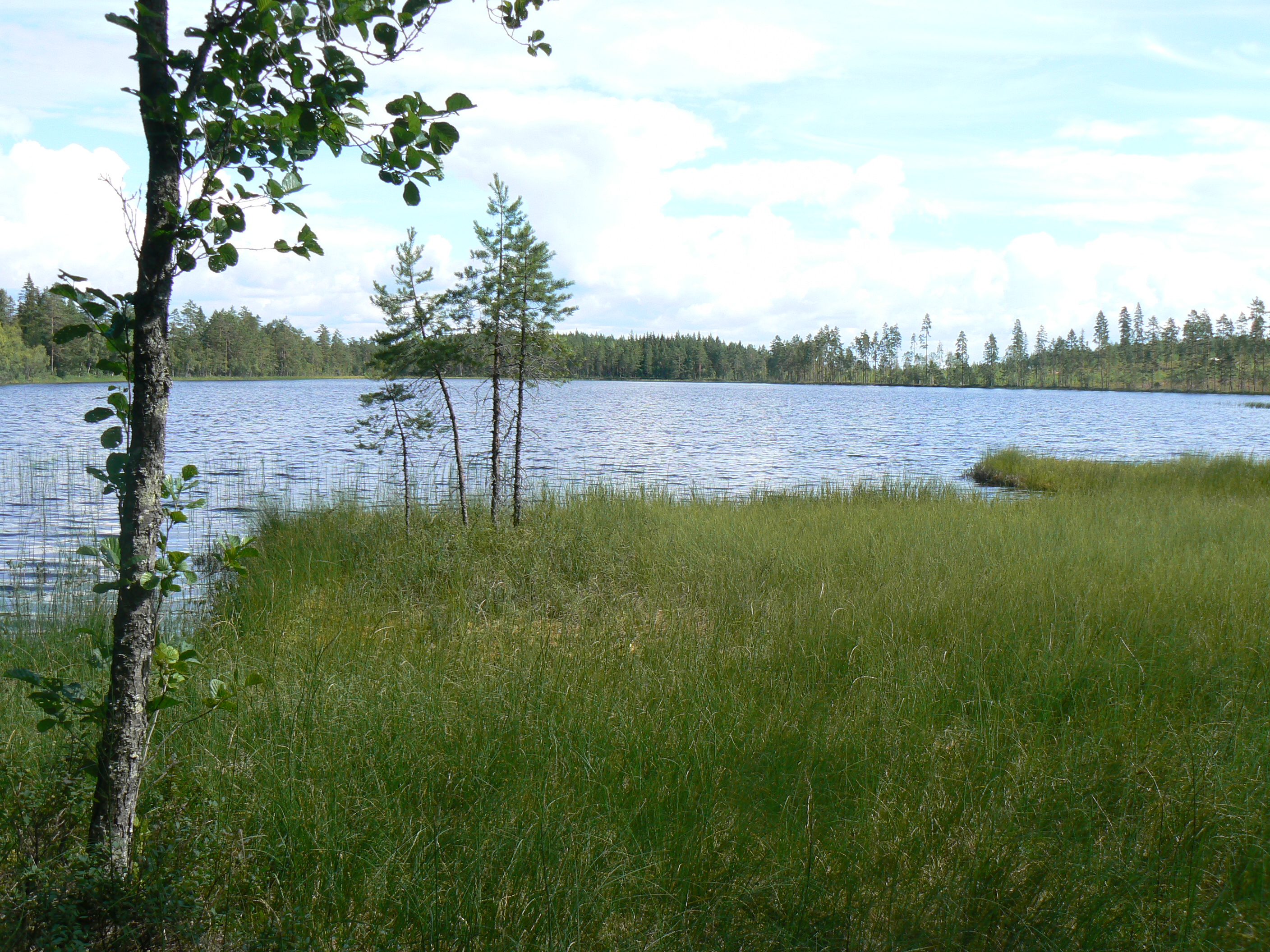
Озеро Сварттєрн

## Виноски
1. ↑  Folkmangd i riket, lan och kommuner (шв.) . Центральне бюро статистики Швеції. Архів оригіналу за 20 серпня 2013. Процитовано 17 лютого 2013.